# Vladeta Jerotić
Compléments
- Ancien étudiant de la Faculté de médecine de l'université de Belgrade
- Membre de l'Académie serbe des sciences et des arts (2000)

Vladeta Jerotić (en serbe cyrillique : Владета Јеротић ; né le 2 août 1924 à Belgrade et mort le 4 septembre 2018) est un psychiatre et un écrivain serbe. Il a été membre de l'Académie serbe des sciences et des arts.

## Biographie
Vladeta Jerotić a étudié jusqu'en 1951 à la Faculté de médecine de l'université de Belgrade, où il s'est spécialisé en neuropsychiatrie. Il a ensuite travaillé pendant plusieurs années en Suisse, en Allemagne et en France. Il a été médecin en chef du département de psychiatrie de l'hôpital "Dragiša Mišović" de 1971 à 1985. Il a ensuite enseigné la psychologie pastorale pendant plus d'une décennie à la Faculté de théologie orthodoxe de l'université de Belgrade.
Auteur de nombreux ouvrages, il a été élu à l’Académie serbe des sciences et des arts en 2000.

## Ouvrages
- Mistička stanja, vizije i bolesti (Conditions mystiques, visions et maladies), Dečje novine, Gornji Milanovac 1991.
- Putovanja, zapisi, sećanja (Voyages, Dossiers, Souvenirs), Srpska književna zadruga, Belgrade 2003.
- Psihoterapija i religija (Psychothérapie et religion), Ars Libri, Belgrade 2006.
- Jung entre l'Orient et l'Occident, Éditions L'Âge d'Homme, Lausanne 2012.